# Swamp Thing (série de televisão)
Swamp Thing é uma série de televisão americana de super-heróis e terror criada por Gary Dauberman e Mark Verheiden para o DC Universe e baseada no personagem de mesmo nome da DC Comics. Derek Mears interpreta o homônimo Swamp Thing, uma criatura plantae-elementar que luta contra forças malévolas ao redor de um pântano da Louisiana com a ajuda da médica Abby Arcane (Crystal Reed).
A série estreou em 31 de maio de 2019 e sua primeira temporada consistiu em 10 episódios. Logo após sua estréia, a DC Universe anunciou que Swamp Thing havia sido cancelado. Os episódios restantes foram lançados no DC Universe até a conclusão da série em 2 de agosto de 2019.

## Sinopse
Abby Arcane é uma pesquisadora da Coordenadoria de Controle de Doenças que precisa investigar um vírus originado de um pântano em Houma, Louisiana com a ajuda do cientista Alec Holland. Quando Holland some misteriosamente, a cidade é então tomada por forças poderosas com o objetivo de explorar as peculiaridades do pântano, o que faz Arcane perceber que talvez seu colega e interesse romântico não tenha desaparecido e sim se tornado um protetor monstruoso.

## Elenco

### Principal
| Ator            | Personagem         | Temporadas |
| Ator            | Personagem         | 1          |
| --------------- | ------------------ | ---------- |
| Andy Bean       | Alec Holland       | Principal  |
| Derek Mears     | Monstro do Pântano | Principal  |
| Crystal Reed    | Abby Arcane        | Principal  |
| Maria Sten      | Liz Tremayne       | Principal  |
| Jeryl Prescott  | Madame Xanadu      | Principal  |
| Virginia Madsen | Maria Sunderland   | Principal  |
| Will Patton     | Avery Sunderland   | Principal  |
| Henderson Wade  | Matt Cable         | Principal  |
| Kevin Durand    | Jason Woodrue      | Principal  |

### Recorrente
| Ator           | Personagem                    | Temporadas |
| Ator           | Personagem                    | 1          |
| -------------- | ----------------------------- | ---------- |
| Jennifer Beals | Lucilia Cable                 | Recorrente |
| Ian Ziering    | Daniel Cassidy / Demônio Azul | Recorrente |
| Leonardo Nam   | Harlam Edwards                | Recorrente |

## Episódios
| N.º | Título                         | Dirigido por     | Escrito por                                                                | Exibição original   | Cód. de produção |
| --- | ------------------------------ | ---------------- | -------------------------------------------------------------------------- | ------------------- | ---------------- |
| 1 | "Pilot"                        | Len Wiseman      | Mark Verheiden e Gary Dauberman                                            | 31 de maio de 2019  | T33.01008        |
| Abby Arcane, pesquisadora do Controle de Doenças Contagiosas, investiga o que parece ser um vírus mortal transmitido por um pântano em Louisiana. Ela logo descobre, no entanto, que os segredos do pântano são ainda mais místicos e aterrorizantes do que ela pensava. |                                |                  |                                                                            |                     |                  |
| 2 | "Worlds Apart"                 | Len Wiseman      | Mark Verheiden e Doris Egan                                                | 7 de junho de 2019  | T33.10352        |
| Enquanto a xerife Lucilia Cable procura Alec sem sucesso, Abby teoriza que foi mais do que um acidente e recupera os diários de vídeo de Daniel Cassidy. Quando uma de suas pacientes, Susie Coyle, escapa do hospital, Abby e Matt a seguem até o pântano. Lá, Abby encontra o Monstro do Pântano - uma criatura que Susie posteriormente identifica como sendo Alec Holland. Enquanto Alec luta para entender sua metamorfose na monstruosa criatura, Avery encontra Jason Woodrue, o cientista que inicialmente desenvolveu o acelerador biológico responsável pela “gripe verde” e ordena que ele suspenda a epidemia. E Maria Sunderland procura Madame Xanadu para se comunicar com sua filha morta, Shawna.                     |                                |                  |                                                                            |                     |                  |
| 3 | "He Speaks"                    | Deran Sarafian   | Rob Fresco                                                                 | 14 de junho de 2019 | T33.10353        |
| Determinada a deter a epidemia em Marais, Abby procura no laboratório de Alec por uma cura quando sua amiga e colega de trabalho Harlan é atingida pela “gripe verde”, mas em vez disso encontra a reanimação sobrenatural de Rot. Embora o Monstro do Pântano use seus estranhos novos poderes para intervir, ele está mais desesperado do que nunca para encontrar sua humanidade. Enquanto isso, Avery Sunderland enfrenta crescente pressão de fontes financeiras e da xerife Cable, que o questiona sobre a morte de Alec Holland. |                                |                  |                                                                            |                     |                  |
| 4 | "Darkness on the Edge of Town" | Carol Banker     | Erin Maher & Kay Reindl                                                    | 21 de junho de 2019 | T33.10354        |
| Percebendo que suas novas habilidades permitem que ele se comunique com a vida ao seu redor, o Monstro do Pântano sente uma crescente escuridão dentro do pântano e começa a entender seu papel na luta pelo equilíbrio entre crescimento e decadência. Abby, enquanto isso, é forçada a aceitar que as coisas que ela testemunhou em Marais são evidência de forças sobrenaturais em jogo - especialmente quando seu retorno afunda sua história obscura com os Sunderlands. E Liz compartilha algumas provas com a xerife Cable sobre sua investigação da morte de Alec Holland. Por fim, aprendemos mais sobre o misterioso Daniel Cassidy e a barganha sobrenatural que o mantém em Marais.                                        |                                |                  |                                                                            |                     |                  |
| 5 | "Drive All Night"              | Greg Beeman      | Franklin Rho                                                               | 28 de junho de 2019 | T33.10355        |
| Assombrada pelo fantasma de sua amiga de infância que ressurge do pântano, Abby é forçada a confrontar tanto seu passado com os Sunderlands quanto as forças das trevas em Marais. Enquanto ela continua a procurar uma cura para Alec, ele luta para chegar a um acordo com sua transformação com a ajuda de um misterioso "Fantasma Estranho". Quando a vida de Abby fica em perigo, o Monstro do Pântano é capaz de usar suas habilidades para salvá-la, mas é Matt quem salva o dia - isolando ainda mais o Monstro do Pântano do mundo humano. Enquanto isso, o xerife Cable descobre algumas informações perturbadoras sobre seu filho, enquanto Jason Woodrue compartilha uma revelação sobre Swamp Thing com Avery Sunderland. |                                |                  |                                                                            |                     |                  |
| 6 | "The Price You Pay"            | Toa Fraser       | Tania Lotia                                                                | 5 de julho de 2019  | T33.10356        |
| Cada vez mais alienado da humanidade depois de ser caçado pelos xerifes e rastreadores de animais, o Monstro do Pântano se esforça para entender sua estranha condição. Reassegurando-lhe que eles encontrarão uma cura para sua condição, Abby é descoberta por Matt, que descobre a verdade sobre Alec Holland. Enquanto isso, Avery pressiona Woodrue a entregar resultados, o que aumenta suas experiências com os materiais genéticos do Monstro do Pântano e o leva a um teste em Daniel Cassidy; enquanto Lucilia Cable recebe alguma perspectiva sobre as ações recentes de seu filho. |                                |                  |                                                                            |                     |                  |
| 7 | "Brilliant Disguise"           | Alexis Ostrander | Andrew Preston & Rob Fresco                                                | 12 de julho de 2019 | T33.10357        |
| Ainda assumindo a aparência humana de Alec Holland, o Monstro do Pântano guia Abby para uma área do pântano destruída pela invasão da podridão. Mas quando sua vida é ameaçada, ele deve usar todos os seus poderes ainda em desenvolvimento para salvá-la. Enquanto isso, Lucilia leva Avery para o pântano com uma desculpa, enquanto Maria se encontra com Nathan Ellery, o líder do obscuro grupo financeiro conhecido como o Conclave. |                                |                  |                                                                            |                     |                  |
| 8 | "Long Walk Home"               | E. L. Katz       | Doris Egan                                                                 | 19 de julho de 2019 | T33.10358        |
| Abby retorna Atlanta e conhece sua nova chefe, a Dra. Palomar. No Pântano Avery luta por sua vida enquanto relembra do passado, até encontrar o Monstro do Pântano e ter que decidir qual decisão tomar para o futuro. |                                |                  |                                                                            |                     |                  |
| 9 | "The Anatomy Lesson"           | Michael Goi      | História por : Mark Verheiden Roteiro por : Noah Griffith & Daniel Stewart | 26 de julho de 2019 | T33.10359        |
| Woodrue conduz experimentos no Monstro do Pântano e faz uma incrível descoberta, enquanto o Estranho mostra a Daniel o seu destino. Abby e Liz procuram por Alec, e a realidade de Matt o atinge inesperadamente. |                                |                  |                                                                            |                     |                  |
| 10 | "Loose Ends"                   | Deran Sarafian   | História por : Rob Fresco Roteiro por : Erin Maher & Kay Reindl            | 2 de agosto de 2019 | T33.10360        |
| Ainda abalado após a descoberta da verdade por trás da sua existência, o Monstro do Pântano revida contra o grupo de caçadores enviado pela Conclave. Abby confronta Jason, e Avery confronta Lucilia. |                                |                  |                                                                            |                     |                  |

## Produção

### Desenvolvimento
Em 2 de maio de 2018, foi anunciado que a DC Universe tinha dado à produção uma ordem de script para série. É esperado que Mark Verheiden e Gary Dauberman escrevam o primeiro episódio da série ao lado dos produtores executivos James Wan e Michael Clear. Rob Hackett foi definido para servir como co-produtor. As empresas de produção envolvidas com a série foram programadas para incluir a Atomic Monster Productions e a Warner Bros. Television. Em 4 de setembro de 2018, foi relatado que Len Wiseman iria dirigir o primeiro episódio da série, além de atuar como produtor executivo.
Apesar de ser lançada pela DC Universe, a série não existirá no mesmo universo fictício que as outras séries de live-action do serviço, incluindo Titans e Doom Patrol.

### Escolha do elenco
Em setembro de 2018, foi anunciado que Crystal Reed e Maria Sten haviam sido escaladas para os papéis principais de Abby Arcane e Liz Tremayne, respectivamente. No final de outubro e início de novembro de 2018, mais regulares da série foram revelados, com Jeryl Prescott escalada como Madame Xanadu, Virginia Madsen escalado como Maria Sunderland, Will Patton escalado como Avery Sunderland. Andy Bean escalado como Alec Holland com Derek Mears como Monstro do Pântano, Henderson Wade escalado como Matt Cable, e Kevin Durand escalado como Jason Woodrue.
Em setembro de 2018, Jennifer Beals foi escalada para o papel recorrente da xerife Lucilia Cable. Em dezembro de 2018, Ian Ziering se juntou ao elenco no papel recorrente de Daniel Cassidy / Demônio Azul, e um mês depois, Leonardo Nam foi escalado como Harlan Edwards em um papel recorrente.

### Filmagens
A fotografia principal da série começou no início de novembro de 2018 em Wilmington, na Carolina do Norte.

## Lançamento e Cancelamento
Swamp Thing foi agendada provisoriamente pela DC Universe para ser lançada do final de maio de 2019 até o final de agosto de 2019.
Em 6 de junho de 2019 a série foi oficialmente cancelada, na sua primeira temporada.

## Recepção

### Prêmios e indicações
| Ano  | Prêmio        | Categoria                                  | Indicado(s) | Resultado | Ref.   |
| ---- | ------------- | ------------------------------------------ | ----------- | --------- | ------ |
| 2019 | Saturn Awards | Best Streaming Superhero Television Series | Swamp Thing | Indicado  | [ 20 ] |